# Muhammad Mokaev
Muhammad Mokaev (Buinaksk, Daguestán; 30 de julio de 2000) es un artista marcial mixto ruso que compite en la división de peso mosca de Brave Combat Federation.

## Primeros años
Mokaev nació en Daguestán, Rusia, en una familia de cumucos. Tras el fallecimiento de su madre, se mudó a Inglaterra con su padre cuando tenía 12 años. A su llegada, fueron colocados en un campo de refugiados en Liverpool y les dieron 5 libras esterlinas al día para sobrevivir. Un mes después, se trasladaría a Wigan, en Manchester. 
Al igual que otros peleadores de MMA de su país, había probado suerte en la lucha libre en Daguestán. No obstante, solo comenzó a disfrutarla cuando se unió al Manchester Wrestling Club en 2013 y comenzó a competir. Mokaev es dos veces medallista del campeonato británico y campeón nacional de Inglaterra (dos veces medallista). A nivel juvenil, es cuatro veces campeón británico, ganó el torneo de 2014 a 2017 y compitió en el Campeonato de Europa de 2017.
Mokaev se dedicó también al jiu-jitsu brasileño y al submission grappling, convirtiéndose en dos veces campeón de la ADCC UK (división intermedia) en esta última.

## Carrera de artes marciales mixtas

### Brave Combat Federation
Mokaev debutó en el MMA profesional con la promoción Brave Combat Federation el 1 de agosto de 2020 enfrentándose a Glenn McVeigh en el evento Brave CF 37. Obtuvo una victoria por decisión unánime en un gran duelo que se llevó la bonificación a Pelea de la Noche. Su siguiente pelea fue el 1 de octubre contra Jamie Kelly en el gimnasio SBG bajo la dirección de Martin Stapleton. Ganó la pelea mediante un estrangulamiento trasero desnudo y recibió otro bono a Pelea de la Noche.
Mokaev se enfrentó a Abdul Hussein el 25 de marzo de 2021 en Brave CF 49. Ganó la pelea por decisión unánime. 
Mokaev se enfrentó a Ibragim Nazurov el 4 de junio de 2021 en Brave CF 51. La pelea terminó en un no contest debido a una patada baja cuando se consideró que Nazurov no podía continuar después de absorber un golpe bajo en el primer asalto.
En Brave CF 54 el 25 de septiembre de 2021, enfrentó a Blaine O'Driscoll. Ganó la pelea mediante un estrangulamiento trasero desnudo en el segundo asalto.

### Ultimate Fighting Championship
Mokaev firmó con UFC en noviembre de 2021. Hizo su debut contra Cody Durden el 19 de marzo de 2022 en UFC Fight Night 204. Ganó la pelea por sumisión en el primer asalto, y recibió el premio a la Actuación de la Noche.
Mokaev se enfrentó a Charles Johnson el 23 de julio de 2022 en UFC Fight Night 212. Ganó la pelea por decisión unánime.
Mokaev se enfrentó a Malcolm Gordon el 22 de octubre de 2022, en UFC 280. Ganó la pelea mediante una barra de brazo en el tercer asalto.
Mokaev se enfrentó a Jafel Filho el 18 de marzo de 2023 en UFC 286. Ganó la pelea mediante una sumisión con manivela en el cuello en el tercer asalto.
Mokaev se enfrentó a Tim Elliott el 21 de octubre de 2023 en UFC 294. Ganó la pelea por sumisión el tercer asalto. Esta pelea le valió su segundo premio a la Actuación de la Noche.
Mokaev se enfrentó a Alex Pérez el 2 de marzo de 2024 en UFC Fight Night 238. Después de realizar derribos y tener más tiempo de control, Mokaev ganó la pelea por decisión unánime. En la conferencia de prensa posterior, el presidente de UFC Dana White, dijo que «PFL va a conseguir un gran chico invicto», que el contrato de Mokaev no se renovaría «por muchas razones diferentes» que implicaban problemas extradeportivos y que ya no estaba con la promoción.

### Regreso a Brave
El 24 de agosto de 2024, se informó que Mokaev volvió a firmar con Brave Combat Federation.
El 13 de diciembre de 2024 haría su re-debut en Brave CF 91 contra Joevincent So, a quien derrota por sumisión.

## Carrera de grappling
Mokaev compitió en la división de peso pluma sin gi del BJJ 247 Manchester Open el 17 de marzo de 2024, donde fue descalificado de su primer combate por golpear a un oponente y perdió su segundo combate por sumisión.
Estaba previsto que Mokaev compita contra Raúl Rosas Jr. en el evento principal de ADXC 6 el 25 de octubre de 2024. Días más adelante, Rosas Jr. se retiró del combate y el propio Mokaev confirmo que esto se debió al contrato que tenía que cumplir con UFC.

## Campeonatos y logros
- Ultimate Fighting Championship
  - Actuación de la Noche (Dos veces) vs. Cody Durden y Tim Elliott[4][13]
  - Empatado (con Alexandre Pantoja) por el segundo mayor número de sumisiones en la historia de la división de peso mosca de UFC (4)

## Récord en artes marciales mixtas
| Récord profesional | Récord profesional | Récord profesional |
| 15 peleas          | 14 victorias       | 0 derrotas         |
| ------------------ | ------------------ | ------------------ |
| Nocaut             | 2                  | 0                  |
| Sumisión           | 7                  | 0                  |
| Decisión           | 5                  | 0                  |
| Sin resultado      | 1                  | 1                  |

| Resultado     | Récord   | Oponente          | Método                              | Evento                                  | Fecha                    | Ronda | Tiempo | Localización        | Notas |
| ------------- | -------- | ----------------- | ----------------------------------- | --------------------------------------- | ------------------------ | ----- | ------ | ------------------- | --- |
| Victoria      | 14–0 (1) | Joevincent So     | Sumisión (brabo choke)              | BRAVE CF 91                             | 13 de diciembre de 2024  | 1     | 1:52   | Isa Town            | |
| Victoria      | 13–0 (1) | Manel Kape        | Decisión (unánime)                  | UFC 304                                 | 27 de julio de 2024      | 3     | 5:00   | Manchester          | |
| Victoria      | 12–0 (1) | Alex Perez        | Decisión (unánime)                  | UFC Fight Night: Rozenstruik vs. Gaziev | 2 de marzo de 2024       | 3     | 5:00   | Enterprise, Nevada, | |
| Victoria      | 11–0 (1) | Tim Elliott       | Sumisión (arm-triangle choke)       | UFC 294                                 | 21 de octubre de 2023    | 3     | 3:03   | Abu Dabi            | Actuación de la noche.                                                                                       |
| Victoria      | 10–0 (1) | Jafel Filho       | Sumisión (neck crank)               | UFC 286                                 | 18 de marzo de 2023      | 3     | 4:32   | Londres             | |
| Victoria      | 9–0 (1)  | Malcolm Gordon    | Sumision (armbar)                   | UFC 280                                 | 22 de octubre de 2022    | 3     | 4:26   | Abu Dabi            | |
| Victoria      | 8–0 (1)  | Charles Johnson   | Decisión (unánime)                  | UFC Fight Night: Blaydes vs. Aspinall   | 23 de julio de 2022      | 3     | 5:00   | Londres             | |
| Victoria      | 7–0 (1)  | Cody Durden       | Sumisión (guillotine choke)         | UFC Fight Night: Volkov vs. Aspinall    | 19 de marzo de 2022      | 1     | 0:58   | Londres             | Actuación de la noche.                                                                                       |
| Victoria      | 6–0 (1)  | Blaine O'Driscoll | Sumisión (rear-naked choke)         | BRAVE CF 54                             | 25 de septiembre de 2021 | 2     | 1:36   | Konin               | Pelea de peso pactado en (130 lb).                                                                           |
| Sin resultado | 5–0 (1)  | Ibragim Navruzov  | NC                                  | Brave CF 51                             | 4 de junio de 2021       | 1     | 1:24   | Minsk               | Pelea de peso pactado en (130 lb). Una patada accidental en la ingle hizo que Navruzov no pudiera continuar. |
| Victoria      | 5–0      | Abdul Hussein     | Decisión (unánime)                  | Brave CF 49                             | 25 de marzo de 2021      | 3     | 5:00   | Manama              | Debut en peso mosca                                                                                          |
| Victoria      | 4–0      | Dave Jones        | TKO (sumisión a golpes)             | Celtic Gladiator 28                     | 22 de noviembre de 2020  | 3     | 2:11   | Glasgow             | |
| Victoria      | 3–0      | Jamie Kelly       | Sumisión (rear naked choke)         | Brave CF 43                             | 1 de octubre de 2020     | 3     | 2:11   | Manama              | |
| Victoria      | 2–0      | Hayden Sherriff   | TKO (patadas al cuerpo y puñetazos) | Celtic Gladiator 27                     | 22 de agosto de 2020     | 1     | 0:51   | Manchester          | |
| Victoria      | 1–0      | Glenn McVeigh     | Decisión (unánime)                  | Brave CF 37                             | 1 de agosto de 2020      | 3     | 5:00   | Estocolmo           | Debut en peso gallo                                                                                          |